# Scuola media superiore italiana di Fiume
La Scuola media superiore italiana di Fiume (abbreviata in SMSI Fiume; in croato Srednja talijanska škola Rijeka, in breve STS Rijeka) è una scuola pubblica per la minoranza italiana a Fiume in Croazia. La scuola fu istituita nel 1888.
Nel 1904 alcuni alunni della SMSI furono fondatori del club sportivo Olimpia, che diverrà il club sportivo di maggior successo della città.